# Tweede Bulgaarse Rijk

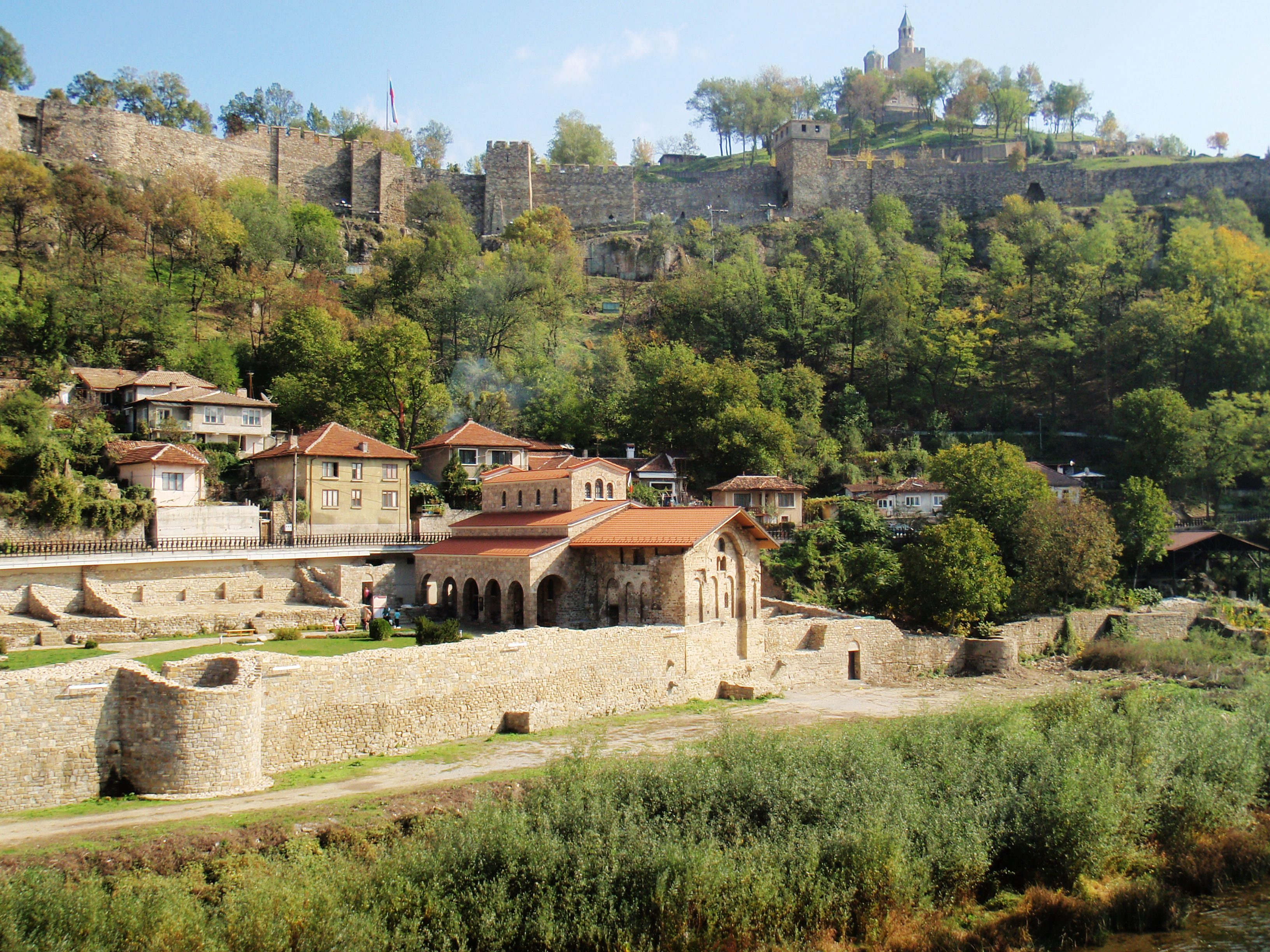
Tǎrnovo met de Kerk van de Veertig Martelaren

Het Tweede Bulgaarse Rijk (Bulgaars: Второ българско царство, Vtoro Balgarsko Tsarstvo) was een middeleeuws Bulgaarse staat die bestond tussen 1185 en 1396 of 1422.

## Geschiedenis
Het Tweede Bulgaarse Rijk, dat de opvolger was van het Eerste Bulgaarse Rijk, ontstond als een verbond tussen Bulgaren, Vlachen en Koemanen. Hoewel alle tsarendynastieën van Vlachische of Koemaanse origine waren, wordt de term Bulgaarse Rijk gebezigd. In eigentijdse bronnen was er eerder sprake van het rijk van Bulgaren en Vlachen en in Arabische bronnen van al-Awalak, Walachije. Het rijk bereikte zijn hoogtepunt onder de tsaren Kalojan en Ivan Asen II. Hierna verloor het rijk geleidelijk zijn macht, voordat het koninkrijk veroverd werd door het Ottomaanse Rijk aan het einde van de veertiende eeuw.
Tot 1256 was het Tweede Bulgaarse Rijk een grote macht op de Balkan. Het versloeg het Byzantijnse Rijk in een aantal veldslagen. In 1205 werd het Latijnse Keizerrijk verslagen bij de Slag bij Adrianopel onder leiding van keizer Kalojan. Diens neef Ivan Asen II versloeg het Despotaat Epirus waarmee het Bulgaarse Rijk zijn machtspositie op de Balkan herstelde.
Het Rijk verloor zijn macht door interne twisten en opstanden, en de invallen van de Mongolen, Byzantijnen, Hongaren.
Het Tweede Bulgaarse Rijk hield op te bestaan na de Slag bij Nicopolis in 1396 en werd een deel van het Ottomaanse Rijk. Constantijn II (1396-1422) had enkel de titel maar geen land. De economie werd vernietigd, grote gebieden werden verwoest en de Bulgaarse adel werd vermoord.

## Bestuur
Nieuwe bojarendynastieën waren aan de macht gekomen in 1185 en deze waren vaak niet van Bulgaarse afkomst. Na twee eeuwen heerschappij door Byzantium kopieerde het nieuwe rijk de instellingen van het Byzantijnse Rijk. Themata en pronoia's als bestuursniveaus bleven bestaan en ook de titels en instellingen bleven behouden. De staatsraad, de sinklit, was gebaseerd op de Byzantijnse senaat of synkletos, en de voorzitter van de sinklit, de veliki logotet, trad op als een eerste minister of grootlogotheet in Byzantium. 
De relatie tussen tsaar en bojaren berustte op militair overwicht of familiebanden en trouw werd afgekocht met functies of gronden. Het gezag van de lokale potentaten werd in de loop der tijden steeds groter en hun steun aan de tsaar voorwaardelijker.

## Samenleving
Het Tweede Bulgaarse Rijk was een multi-etnische staat met een wisselende bevolking van Slaven, Vlachen en Grieken. De enige collectieve identiteit was de religie, het orthodoxe christendom.
De bovenste klasse, de bojaren, waren grootgrondbezitters. Toch was er nog een aanzienlijke klasse van kleine vrije boeren met eigen grond. De wetgeving, zoals het huwelijksrecht, was gebaseerd op het kerkelijk recht of het Byzantijns recht dat vertaald werd naar het Bulgaars en het plaatselijk gewoonterecht aanvulde of verving.